# Mk 6 (шолом)
Mk 6 — британський військовий шолом.

## Історія створення
Шолом Mk 6 з 1986 року став стандартним в британській армії, замінивши Mk III. Розроблений за сучасною технологією з вимогами військових. Виготовляється фірмою NP Aerospace.
З червня 2009 на заміну прийшов сучасніший шолом Mk 7.
Дуже часто є твердження, що каска виготовлена з кевлара, однак фактично з «балістичного нейлону».

## Моделі
- Mk 6 — Базова.
- M76 — Варіант для повітряно — десантних військ.
- Mk 6A — Розроблена в 2005 році на базі більш сучасних матеріалів. Зовні повний аналог базової моделі, але більш важчий.

## Країни-експлуатанти
- Велика Британія
- Україна
- Афганістан
- Ірак
- Гана

### Україна
З початком війни на сході України кілька сотень шоломів було закуплено волонтерами.. 6 березня 2015 Міністр оборони Великої Британії Майкл Феллон оголосив про рішення передати Україні нову партію «нелетального» військового майна в порядку допомоги в боротьбі з агресією Росії. Партія буде доставлена британськими військовослужбовцями безпосередньо в Україну. У нову партію «нелетальної» військової допомоги Україні увійшли також 2000 захисних касок Mk 6.
В березні 2022 року вже було підготовлено до передачі майже 84000 шоломів різних моделей (у тому числі Mk 7) зі складів міністерства оборони Великої Британії.

## Галерея

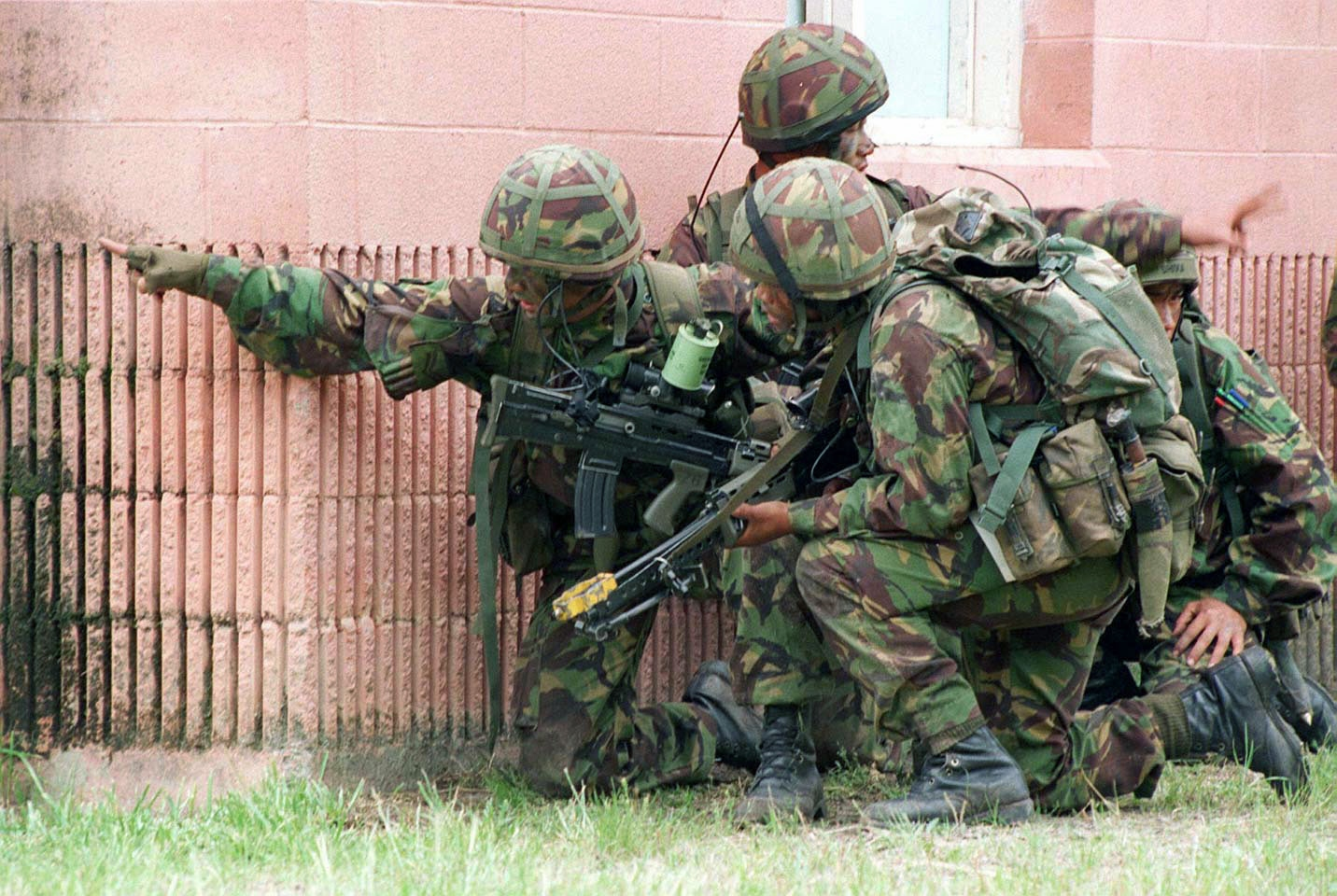
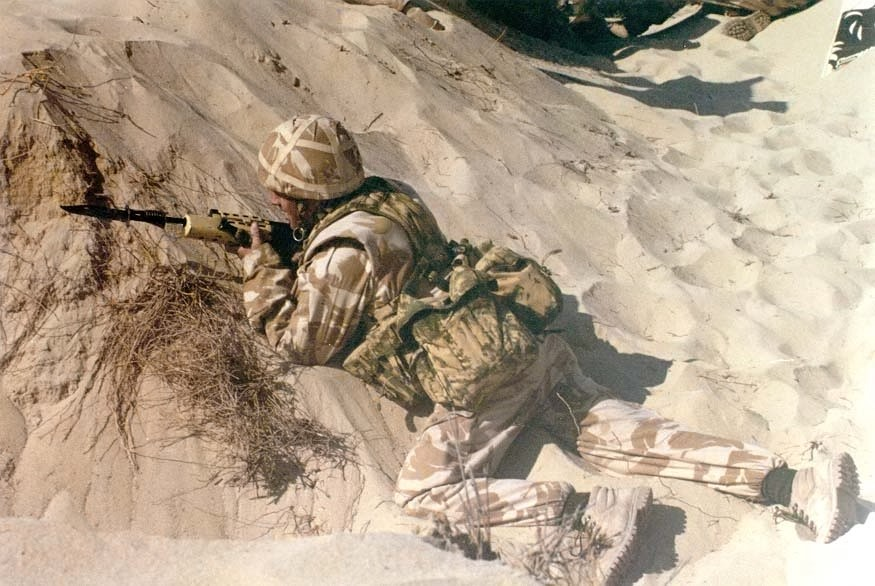
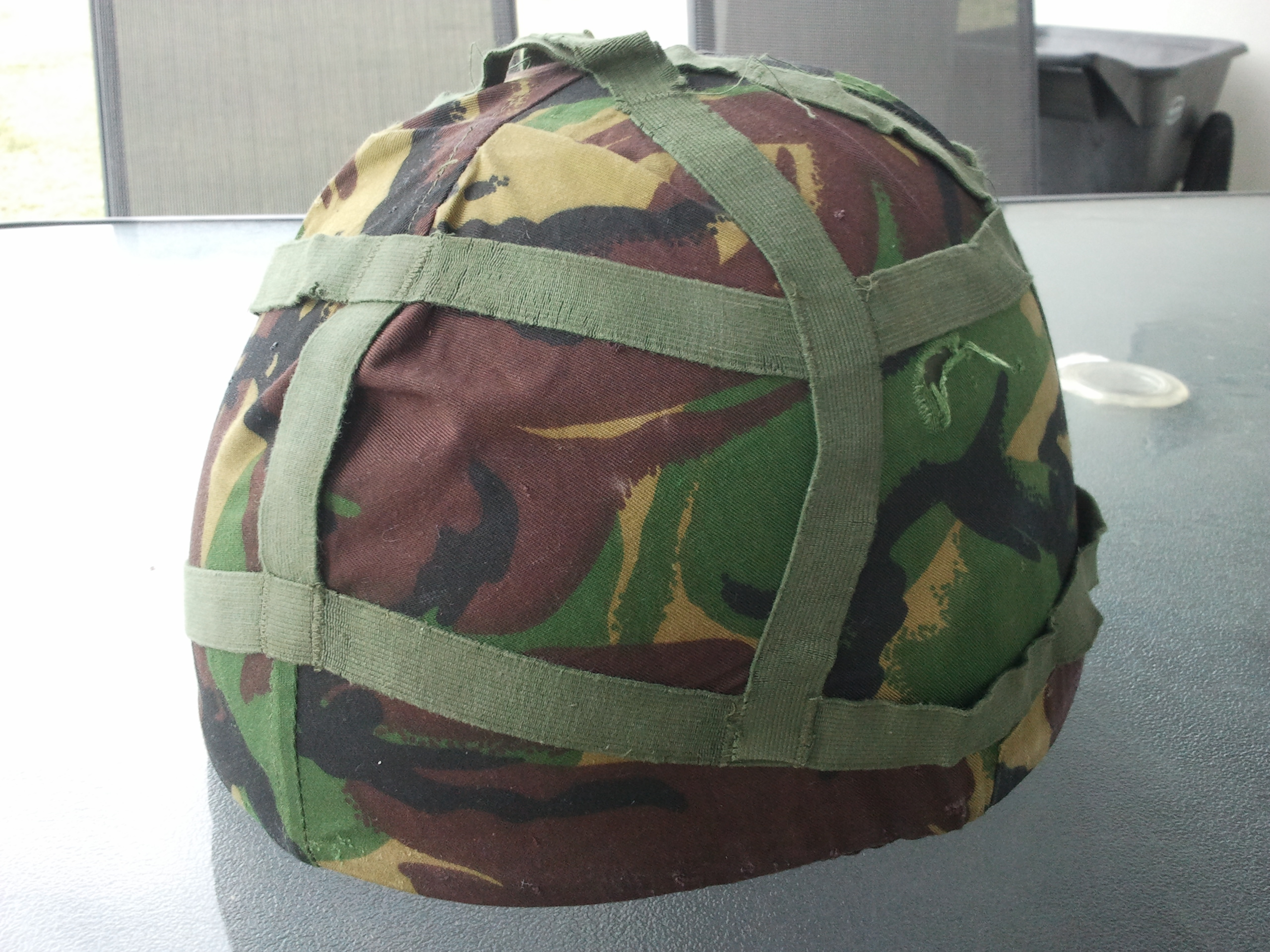